# ایکاوا، کاناگاوا
ایکاوا، کاناگاوا (به لاتین: Aikawa, Kanagawa) یک سکونتگاه مسکونی در ژاپن است که در Aikō District واقع شده‌است.

## خصوصیات
ایکاوا ۳۴٫۲۹ کیلومترمربع مساحت و ۴۱٬۵۷۶ نفر جمعیت دارد.